# ساموت سونگکرام
ساموت سونگکرام (به تایلندی: สมุทรสงคราม) یک شهر در تایلند است که در استان ساموت سونگکرام واقع شده‌است.

## خصوصیات
ساموت سونگکرام ۲۸٬۴۹۵ نفر جمعیت دارد.